# Selene-Prahm-Typ
Der Selene-Prahm-Typ beschreibt einen Küstenmotorschiffstyp der Kötter-Werft in Haren (Ems). Von dem Typ wurden zwischen 1993 und 1996 drei Einheiten für die Wischhafener Reederei Hammann & Prahm gebaut.
Die Evert Prahm kollidierte im Januar 2016 mit der Schwebefähre in Rendsburg, die dabei irreparabel beschädigt wurde.

## Geschichte
Die Schiffe wurden auf der Kötter-Werft in Haren (Ems) gebaut. Die Reederei Hammann & Prahm ließ die Schiffe vom britischen Unternehmen Leafe & Hawkes in Kingston upon Hull befrachten. Sie wurden unter anderem in der von Leafe & Hawkes betriebenen Baltic England Line für den Transport von Paketholz von Finnland nach Großbritannien eingesetzt.
Mittlerweile werden die Schiffe von der ebenfalls in Wischhafen ansässigen Karl-Meyer-Reederei bereedert. Die Befrachtung obliegt dem Unternehmen Wilhelm E. F. Schmid in Husum.

### Kollision derEvert Prahm

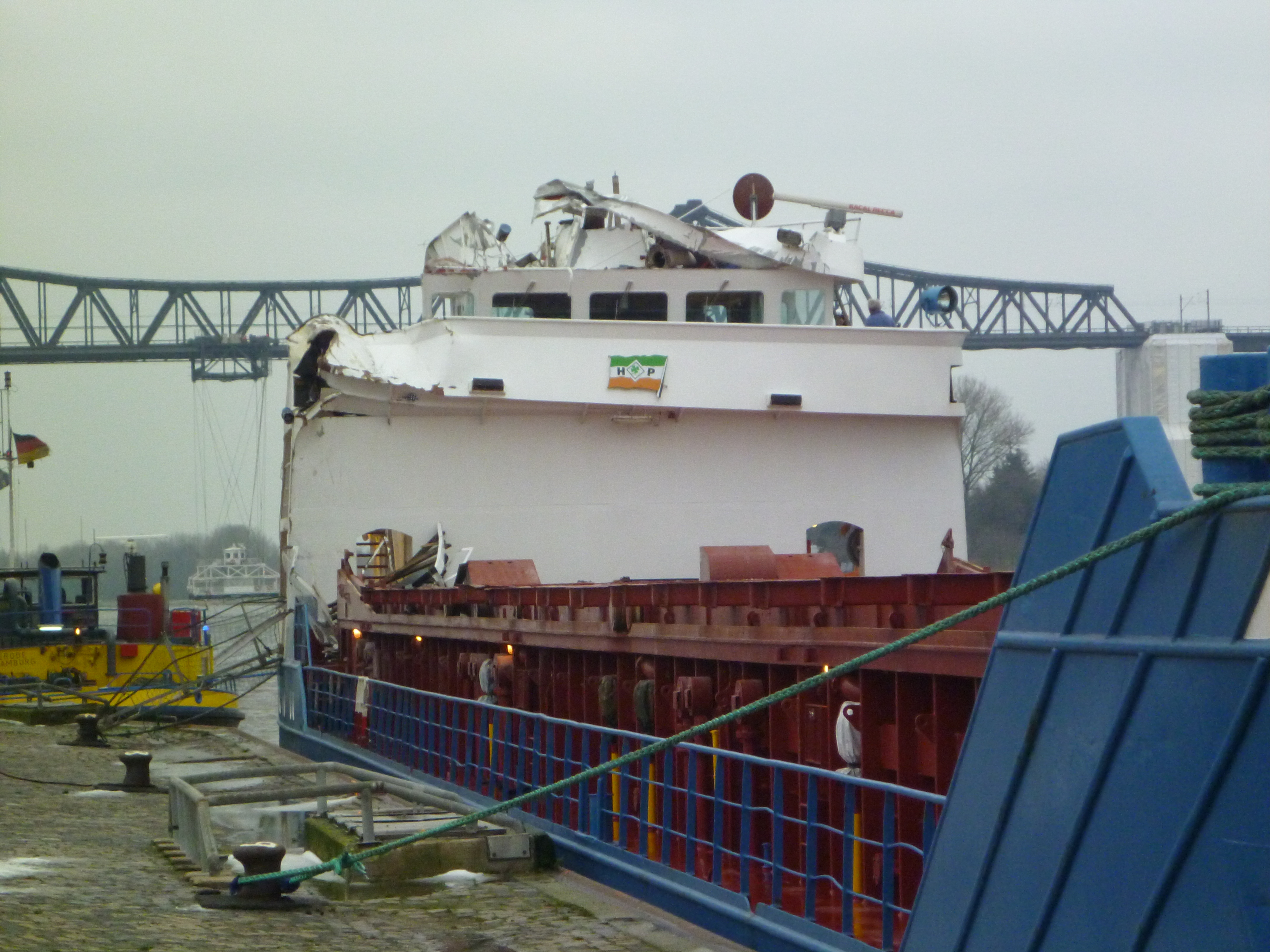
Evert Prahm in Rendsburg nach der Kollision mit der Schwebefähre

Am 8. Januar 2016 kollidierte die Evert Prahm gegen 6:40 Uhr mit der Schwebefähre in Rendsburg. Dabei wurden der Fährführer sowie ein Passagier auf der Fähre verletzt. Das Schiff wurde vor allem am Brückenhaus stark beschädigt. Infolge der Kollision wurden der Nord-Ostsee-Kanal sowie die Rendsburger Hochbrücke, über die die Bahnstrecke Neumünster–Flensburg verläuft, gesperrt. Kanal und Brücke wurden rund zehn Stunden nach der Kollision wieder für den Verkehr freigegeben.
Die Evert Prahm befand sich mit einer Ladung Mais auf dem Weg von Liepāja in Lettland nach Husum. An Bord befanden sich sieben Besatzungsmitglieder sowie der Kanallotse.
Die Kollision wurde von der Bundesstelle für Seeunfalluntersuchung als „schwerer Seeunfall“ eingestuft.
Die Evert Prahm wurde nach dem Unfall instand gesetzt. 2020 wurde sie nach Polen verkauft. Das in May B umbenannte Schiff wurde unter die Flagge Panamas gebracht.

## Technische Daten und Ausstattung
Die Schiffe werden von einem Dieselmotor angetrieben. Bei den ersten beiden Einheiten des Typs wurde ein MAN-Dieselmotor des Typs 6L23/30A verbaut, die dritte Einheit erhielt einen SKL-Dieselmotor des Typs 6 VD 29/24 AL-2 mit 1320 kW Leistung. Der Motor wirkt über ein Untersetzungsgetriebe auf einen Verstellpropeller. Die Schiffe erreichen damit eine Geschwindigkeit von rund 11 kn. Die Schiffe sind mit einem Bugstrahlruder ausgestattet.
Für die Stromversorgung stehen ein vom Hauptmotor angetriebener Wellengenerator sowie ein von einem MWM-Dieselmotor des Typs TD 226-6 angetriebener Generator zur Verfügung. Weiterhin wurde ein von einem Deutz-Dieselmotor des Typs F5L912 angetriebener Notgenerator verbaut.
Die technischen Daten der Schiffe unterscheiden sich geringfügig. Die Schiffe verfügen über einen kastenförmigen Laderaum. Dieser ist rund 50 m lang, 9,30 m breit und 6,64 m hoch. Die Kapazität des Raums beträgt rund 100.200 ft³ für Schütt- und Stückgüter. Der Laderaum wird mit hydraulisch betriebenen Faltlukendeckel verschlossen. Er kann mit zwei Schotten, die an zwölf Positionen errichten werden können, unterteilt werden. Die Tankdecke kann mit 12 t pro m², die Lukendeckel mit 1,46 t pro m² belastet werden.
Die Decksaufbauten befinden sich am Heck des Schiffes.

## Schiffe
| Selene-Prahm-Typ | Selene-Prahm-Typ | Selene-Prahm-Typ | Selene-Prahm-Typ                                        | Selene-Prahm-Typ           |
| Bauname          | Bau- nummer      | IMO- Nummer      | Bestellung Kiellegung Stapellauf Ablieferung            | Umbenennungen und Verbleib |
| ---------------- | ---------------- | ---------------- | ------------------------------------------------------- | -------------------------- |
| Selene Prahm     | 88               | 9100059          | 1. Januar 1992 17. Mai 1993 17. Mai 1994 1. Juni 1994   |                            |
| Rebecca Hammann  | 89               | 9119634          | 1. Dezember 1992 5. Mai 1994 23. Mai 1995 30. Juni 1995 |                            |
| Evert Prahm      | 90               | 9138757          | - 5. Mai 1994 25. September 1996 1996                   | 2020: May B                |